# Carel Sirardus Willem van Hogendorp
Pour les articles homonymes, voir Van Hogendorp.
Carel Sirardus Willem van Hogendorp, né à Cassimbazar (Bengale) le 15 août 1788 et mort à Utrecht (Pays-Bas) le 29 octobre 1856, est militaire et administrateur colonial néerlandais, gouverneur général des Indes néerlandaises de 1840 à 1841.

## Biographie
Fils de Dirk van Hogendorp, alors second résident de la Compagnie néerlandaise des Indes orientales à Patna dans le Bengale, Carel Sirardus Willem van Hogendorp naît le 15 août 1788 à Cassimbazar, près de Calcutta. Il rentre en Europe en 1801, après la mort de sa mère à Batavia, et il est placé par son père au collège militaire de Sorèze, en France.
Engagé volontaire dans la marine le 11 avril 1806, il se distingue lors de la mutinerie à bord du vaisseau Neptunus et est promu officier. Il devient brièvement ordonnance du roi de Hollande Louis Bonaparte puis est transféré le 20 décembre au 2e régiment de cuirassiers. Il participe au siège de Dantzig puis à la bataille de Friedland le 14 juin 1807, où il est fait chevalier de la Légion d'honneur.
Il accompagne son père lors de sa mission diplomatique à Vienne à partir de janvier 1808. Rentré en Hollande, il sert à l'état-major du maréchal de Hollande Jean-Baptiste Dumonceau lors du débarquement des troupes britanniques sur l'île de Walcheren. Il est décoré alors décoré de la croix de l'ordre de l'Union.
Après l'annexion de la Hollande par la France en 1810, il retourne dans les cuirassiers et participe à la campagne de Russie, combattant notamment lors des deux batailles de Polotsk sous les ordres du maréchal Laurent de Gouvion-Saint-Cyr. En Allemagne en 1813, il sert à l'état-major de Gouvion-Saint-Cyr avec le grade de chef d'escadron. Il est fait prisonnier lors de la capitulation de Dresde, défendue par le maréchal, en novembre 1813.
Van Hogendorp parvient à s'évader et à rejoindre Paris où il assiste à l'arrivée des Alliés en avril 1814. Ne parvenant à retrouver du service aux Pays-Bas, il reste en France et est versé au 7e régiment de cuirassiers, au sein duquel il combat à bataille de Waterloo le 18 juin 1815.
Il quitte la France en décembre 1816 et retourne aux Pays-Bas et entre dans l'administration coloniale. Il effectue plusieurs séjours dans les Indes néerlandaises entre 1817 et 1827, date à laquelle il rentre en Europe et s'installe à Bruxelles. Après l'indépendance de la Belgique, il s'installe à Utrecht et est anobli avec le titre de comte, décoré de l'ordre du Lion néerlandais. Au début des années 1830, il publie plusieurs études sur les Indes néerlandaises, raison pour laquelle il est nommé en 1837 au Conseil des Indes, l'organe chargé des colonies néerlandaises, et part à Batavia l'année suivante. À la mort de Dominique Jacques de Eerens en 1840, il devient gouverneur général des Indes néerlandaises et le reste jusqu'en 1841. Il préside par la suite les commissions pour l'éducation dans les Indes et des Églises protestantes au sein du Conseil des Indes. Il démissionne de toutes ses fonctions en 1851 et rentre aux Pays-Bas en 1853.
Il meurt à Utrecht en 1856.

## Mariage et descendance

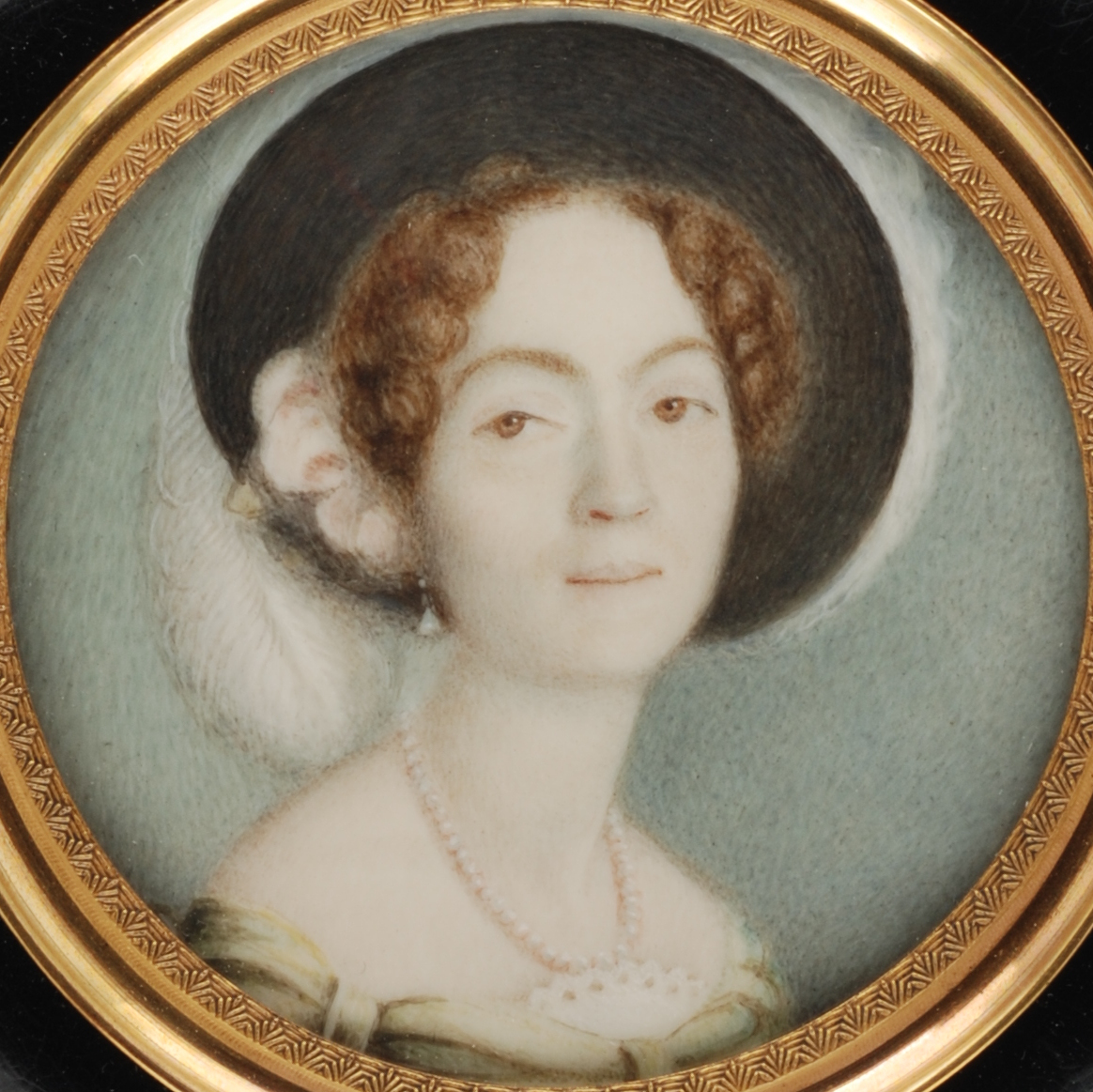
Portrait de Cécile Catherine Olivier, comtesse van Hogendorp, années 1820, miniature sur ivoire, musée de Rotterdam.

Le 11 novembre 1811, il épouse à Lille Cécile Catherine Olivier (Longwy, 28 janvier 1790 - Utrecht, 10 janvier 1867), l'une des filles du général français Jean-Baptiste Olivier et de son épouse Marie-Anne Lambert.
Le couple a eu 8 fils et 4 filles.